# Lars Flink
Lars Flink var en svensk skarprättare i Östergötlands län. Han avrättade den 30 december 1719, löjtnanten Jacob Brusevits, för mordet på trädgårdsmästaren Jon Gunnarsson från Lagerlunda, Kärna socken. Jacob Brusevits dömdes till döden av Hanekinds häradsrätt vid Slaka kyrka, Östergötland.